# Natação nos Jogos Pan-Americanos de 2015 - Revezamento 4x100 m medley masculino
As competições do revezamento 4x100 metros medley masculino da natação nos Jogos Pan-Americanos de 2015 foram realizadas em 18 de julho no Centro Aquático CIBC Pan e Parapan-Americano, em Toronto.

## Calendário
Horário local (UTC-4).
| Data        | Horário | Fase          |
| ----------- | ------- | ------------- |
| 18 de julho | 11:37   | Eliminatórias |
| 18 de julho | 20:46   | Final         |

## Medalhistas
|  | BRA Brasil                                                                                       |  | USA Estados Unidos                                                             |  | CAN Canadá                                                                           |
|  | Guilherme Guido Felipe França Silva Arthur Mendes Marcelo Chierighini Thiago Pereira Felipe Lima |  | Nick Thoman Brad Craig Gilles Smith Josh Schneider Eugene Godsoe Michael Weiss |  | Russell Wood Richard Funk Santo Condorelli Yuri Kisil James Dergousoff Coleman Allen |

## Recordes
Antes desta competição, os recordes mundiais e pan-americanos da prova eram os seguintes:
| Tipo                             | Atleta         | Tempo   | Local          | Data                |
| -------------------------------- | -------------- | ------- | -------------- | ------------------- |
|                                  | Estados Unidos | 3m27s28 | Roma           | 2 de agosto de 2009 |
| Recorde dos Jogos Pan-Americanos | Estados Unidos | 3m34s37 | Rio de Janeiro | 22 de julho de 2007 |

## Resultados

### Eliminatórias
A eliminatória foi realizada em 18 de julho. 
| Pos. | Bateria | Raia | Nadador | Nacionalidade      | Tempo   | Nota |
| ---- | ------- | ---- | --- | ------------------ | ------- | ---- |
| 1    | 2       | 4    | Nick Thoman (55.06) Brad Craig (1:01.35) Eugene Godsoe (52.76) Michael Weiss (49.82)                          | USA Estados Unidos | 3:38.99 | Q    |
| 2    | 2       | 5    | Russell Wood (55.22) James Dergousoff (1:02.27) Coleman Allen (52.77) Yuri Kisil (48.83)                      | CAN Canadá         | 3:39.09 | Q    |
| 3    | 1       | 4    | Thiago Pereira (58.40) Felipe Lima (59.83) Arthur Mendes (52.38) Marcelo Chierighini (52.22)                  | BRA Brasil         | 3:42.83 | Q    |
| 4    | 2       | 3    | Agustín Hernández (57.37) Rodrigo Frutos (1:03.30) Santiago Grassi (52.89) Matías Aguilera (50.61)            | ARG Argentina      | 3:44.17 | Q    |
| 5    | 2       | 6    | Andy Song An (57.91) Miguel Chavez (1:03.37) Long Yuan Gutierrez (53.14) Luis Campos (51.18)                  | MEX México         | 3:45.60 | Q    |
| 6    | 2       | 2    | Omar Pinzón (57.32) Jorge Murillo (1:01.52) Esnaider Reales (54.57) Carlos Mahecha (52.61)                    | COL Colômbia       | 3:46.02 | Q    |
| 7    | 1       | 5    | Robinson Molina (57.80) Carlos Claverie (1:02.26) Marcos Lavado (55.13) Daniele Tirabassi (51.72)             | VEN Venezuela      | 3:46.91 | Q    |
| 8    | 1       | 6    | Charles Hockin (58.37) Renato Prono (1:03.99) Max Abreu (55.78) Benjamin Hockin (49.58)                       | PAR Paraguai       | 3:47.72 | Q    |
| 9    | 1       | 3    | Gustavo Gutiérrez (1:07.68) Gerardo Huidobro (1:07.50) Jean Pierre Monteagudo (57.65) Nicholas Magana (51.23) | PER Peru           | 4:04.06 |      |

### Final
A final A foi realizada em 15 de julho. 
| Pos.              | Raia | Nadador                                                                                                  | Nacionalidade      | Tempo   | Notas                            |
| ----------------- | ---- | --- | ------------------ | ------- | -------------------------------- |
| Medalha de ouro   | 3    | Guilherme Guido (53.12 , ) Felipe França Silva (59.81) Arthur Mendes (52.14) Marcelo Chierighini (47.61) | BRA Brasil         | 3:32.68 | Recorde dos Jogos Pan-Americanos |
| Medalha de prata  | 4    | Nick Thoman (53.40) Brad Craig (1:00.37) Gilles Smith (51.85) Josh Schneider (48.01)                     | USA Estados Unidos | 3:33.63 |                                  |
| Medalha de bronze | 5    | Russell Wood (54.58) Richard Funk (59.32) Santo Condorelli (52.20) Yuri Kisil (48.30)                    | CAN Canadá         | 3:34.40 |                                  |
| 4                 | 6    | Federico Grabich (55.05) Facundo Miguelena (1:02.39) Santiago Grassi (51.84) Matías Aguilera (49.89)     | ARG Argentina      | 3:39.17 | Recorde nacional                 |
| 5                 | 7    | Omar Pinzón (55.07) Jorge Murillo (1:00.36) Esnaider Reales (54.15) Mateo de Angulo (51.21)              | COL Colômbia       | 3:40.79 | Recorde nacional                 |
| 6                 | 1    | Robinson Molina (57.42) Carlos Claverie (1:02.21) Albert Subirats (52.16) Cristian Quintero (49.06)      | VEN Venezuela      | 3:40.85 | Recorde nacional                 |
| 7                 | 2    | Daniel Torres (57.48) Miguel de Lara (1:00.99) Long Yuan Gutierrez (53.34) Luis Campos (50.96)           | MEX México         | 3:42.77 | Recorde nacional                 |
| 8                 | 8    | Matías López (56.76) Renato Prono (1:03.80) Benjamin Hockin (53.51) Charles Hockin (51.30)               | PAR Paraguai       | 3:45.37 |                                  |

Legenda
| Recorde mundial                  | Recorde mundial (World record)               |                       | Recorde africano                      | Recorde africano (African) |                                           | Q | Classificado por posição (Qualified) |
| Recorde dos Jogos Pan-Americanos | Recorde pan-americano (Pan-American record)  | Recorde da América    | Recorde da América (Americas)         | q                          | Classificado por melhor tempo (Qualified) |   |                                      |
| Melhor marca do ano              | Melhor marca do ano (World leading)          | Recorde asiático      | Recorde asiático (Asian)              | DNS                        | Não largou (Did not start)                |   |                                      |
| Recorde nacional                 | Recorde nacional (National record)           | Recorde europeu       | Recorde europeu (European)            | DNF                        | Não terminou (Did not finish)             |   |                                      |
| Recorde pessoal                  | Recorde pessoal do atleta (Personal best)    | Recorde da Oceania    | Recorde da Oceania (Oceania)          | DSQ / DQ                   | Desclassificado (Disqualified)            |   |                                      |
| Recorde da temporada             | Recorde da temporada do atleta (Season best) | Recorde sul-americano | Recorde sul-americano (South America) | NM                         | Sem marca (No mark)                       |   |                                      |